# Милан Йованович (стронгмен)
Мілан Йованович (серб. Милан Јовановић, нар. 5 лютого 1970, Ниш, Югославія) — колишній югославський та сербський стронгмен. Нині займається написанням книжок та веде власний електронний щоденник.

## Життєпис
Почав займатися паверлітинґом в 1998 році. Виграв дев'ять національних чемпіонатів поспіль. Свою міжнародну кар'єру почав в 2000 році з перемоги на змаганні WPA в Ланкастері, штат Пенсильванія. У 2003 році виграв титул чемпіона світу у Відні, Австрія. Там він присів з вагою 936 кілограм.
У 2006 році отримав травму і закінчив виступи. В 2010 році він повернувся у великий спорт у змагання GPC що проходили в Празі, Чехія.

## Особисті показники
- Вивага лежачи — 285 кг
- Присідання — 430 уг
- Мертве зведення — 361 кг